# Rob Wittman

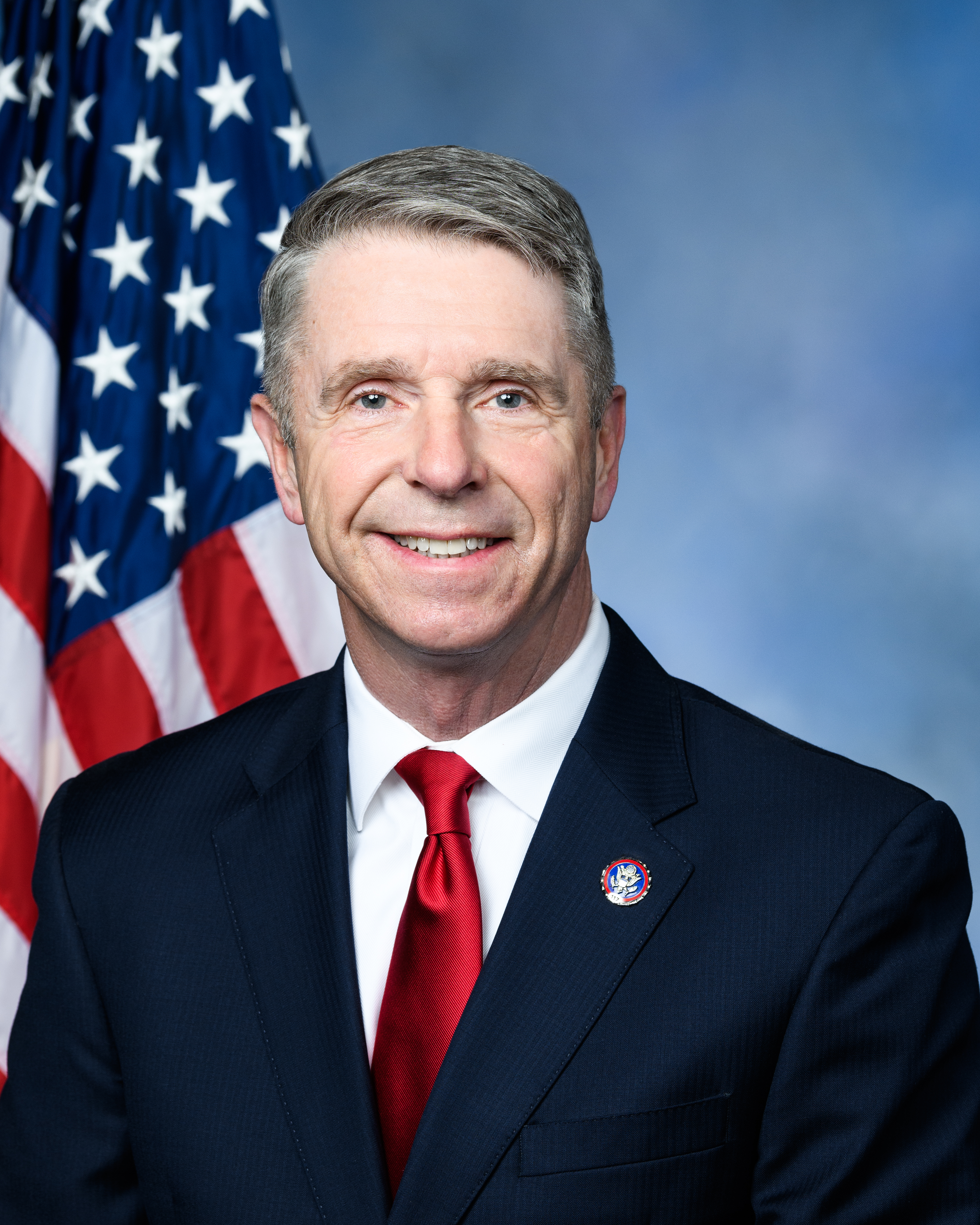
Rob Wittman (2021)

Robert Joseph „Rob“ Wittman (* 3. Februar 1959 in Washington, D.C.) ist ein US-amerikanischer Politiker der Republikanischen Partei. Seit Dezember 2007 vertritt er den ersten Distrikt des Bundesstaats Virginia im US-Repräsentantenhaus.

## Werdegang
Rob Wittman studierte als Kadett der United States Army am Virginia Polytechnic Institute in Blacksburg (Virginia), das er 1981 mit einem Bachelor of Science in Biologie beendete. Anschließend studierte er an der University of North Carolina in Chapel Hill Gesundheitswissenschaften, hier schloss er im Jahr 1990 mit einem Master of Public Health ab. Später besuchte er noch bis 2002 die Virginia Commonwealth University in Richmond. Dort erlangte er noch den Ph.D. in Public Policy und Verwaltungswissenschaften. Zwischenzeitlich arbeitete er 20 Jahre lang für das Gesundheitsministerium von Virginia.
Er ist verheiratet und hat mit seiner Frau Kathryn zwei Kinder. Mit seiner Familie lebt er in Montross.

## Politische Laufbahn
Politisch schloss sich Wittman der Republikanischen Partei an. Zwischen 1986 und 1996 saß er im Gemeinderat von Montross (Virginia). Von 1992 bis 1996 war er gleichzeitig Bürgermeister dieses Ortes. Zwischen 1996 und 2005 gehörte Wittman dem Bezirksrat des Westmoreland County an; zwischen 2004 und 2005 war er Vorsitzender dieses Gremiums. Anschließend war er in den Jahren 2006 und 2007 Mitglied im Abgeordnetenhaus von Virginia.
Nach dem Tod der Abgeordneten Jo Ann Davis im Oktober 2007 wurde Rob Wittman bei der fälligen Nachwahl für den ersten Kongresswahlbezirk Virginias als deren Nachfolger in das US-Repräsentantenhaus in Washington gewählt, wo er am 11. Dezember 2007 sein neues Mandat antrat. Er hatte mit 60,8 % gewinnen können. Bei den regulären Wahlen 2008 verteidigte er seinen Sitz mit 56,6 Prozent der Stimmen gegen den Demokraten Bill S. Day, Jr. Die Wahl 2010 konnte er mit 63,9 % gegen Krystal M. Ball von der Demokratischen Partei. Bei der Wahl zum Repräsentantenhaus der Vereinigten Staaten 2012 konnte er seinen Sitz mit 56,3 Prozent gegen zwei Mitbewerber verteidigen. Mit 62,9 % besiegte er im Jahr 2014 den Demokraten Norm Mosher. 2016 konnte er mit 59,9 % wieder deutlicher gewinnen, er besiegte zwei Kandidaten. Die Wahl des Jahres 2018 konnte er mit 55,2 % gewinnen. 2020 wurde er wiederum in seinem Amt bestätigt, dieses Mal besiegte er den demokratischen Bewerber Qasim Rashid mit 58,1 % der Stimmen. Bei den Wahlen 2022 setzte er sich mit 56,0 % gegen den Demokraten Herb Jones durch. Wittman gewann die Kongresswahl 2024 im ersten Kongresswahlbezirk mit 56,3 % gegen die Demokratin Leslie Mehta. Da er bei allen neun Wiederwahlen seit in seinem Amt bestätigt wurde, kann er sein Mandat bis heute ausüben. Seine aktuelle, insgesamt zehnte Legislaturperiode im Repräsentantenhaus des 119. Kongresses läuft noch bis zum 3. Januar 2027.

### Ausschüsse
Wittman ist aktuell Mitglied in folgenden Ausschüssen des Repräsentantenhauses:
- Committee on Armed Services
  - Seapower and Projection Forces
  - Tactical Air and Land Forces
- Committee on Natural Resources
  - Energy and Mineral Resources
  - Water, Wildlife and Fisheries

Außerdem ist er Mitglied in zehn Caucuses.